# Lido (Parijs)
Het Lido is een variététheater in Parijs. Het gebouw ligt aan de Avenue des Champs-Élysées in het 8e arrondissement.

## Geschiedenis
Het Lido werd in 1946 opgericht door de (Italiaanse) broers Joseph en Louis Clerico. Het Lido is ontworpen door de architecten Giorgio Vecchia en Franco Bartoccini. De inrichting is geïnspireerd op Venetië en het beroemde Lido di Venezia. Er zijn 1150 zitplaatsen voor elke voorstelling.
Het Lido opende op 20 juni 1946 met een show getiteld Sans rimes, ni raison ("zonder rijm of reden") en sindsdien zijn er 26 revues opgevoerd. Deze revues lopen meestal een jaar of (veel) langer. Sinds 2015 wordt er een nieuwe revue opgevoerd.

## Dinershow
Met medewerking van Pierre Louis-Guérin en Renée Fraday en Miss Bluebell (pseudoniem van Margaret Kelly-Leibovici) ontwikkelde het Lido de "dinershowformule". Deze formule werd over de hele wereld gekopieerd. 
In 1955 openden de broers Clerico ook het Lido in hotel-casino Stardust aan de Strip te Las Vegas. Dit was tot 1992 een ononderbroken succes.

## Het gebouw
Het succes van het Lido leidde tot een verhuizing en uitbreiding in 1977 onder leiding van Jean-Robert Boudre. Het Lido is nu gevestigd op de Champs-Élysées 116, TOT 1977 op nummer 78. Het heeft een oppervlakte van zo'n 7500 m² met een panoramische zaal zonder pilaren en er zijn 1150 zitplaatsen. Het interieur is ontworpen door de Italiaanse architecten Giorgio Vecchia en Franco Bartoccini. Een enorme liftinstallatie kan een gedeelte, met plaats voor 300 gasten, 80 cm in de vloer laten zakken om ervoor te zorgen dat het zicht op het podium optimaal blijft.

## Beroemde artiesten
Een keur aan beroemde artiesten trad op in het Lido, onder wie Édith Piaf, Laurel en Hardy, Alice & Ellen Kessler, Josephine Baker, Marlene Dietrich, Maurice Chevalier, Dalida, Shirley MacLaine en Elton John.

## Bluebell Girls
Het elitedansgezelschap van het Lido zijn de Bluebell Girls. Deze dansers werden al snel de sterren van het Parijse cabaret en werd internationaal zeer gerespecteerd. De groep werd opgericht door Margaret Kelly (1910-2004); haar bijnaam was Miss Bluebell vanwege de kleur van haar ogen. Het gezelschap was samengesteld uit danseressen die alle een solide klassieke dansopleiding hadden genoten, maar die te lang waren voor het klassieke ballet. De vereiste minimumlengte was 1,75 m voor de danseressen van het Lido. Deze regel stond mede symbool voor het Lido.

## Revue
- 1946: Sans rîmes ni raisons
- 1946: Mississipi
- 1947: Made in Paris
- 1948: Confetti
- 1949: Bravo
- 1950: Enchantement
- 1951: Rendez-vous
- 1953: Voilà
- 1954 : Désirs

- 1955: Voulez-vous
- 1956: C'est magnifique
- 1957: Prestige
- 1959: Avec plaisir
- 1961: Pour vous
- 1962: Suivez-moi
- 1964: Quelle nuit
- 1966: Pourquoi pas?
- 1969: Grand Prix

- 1971: Bonjour la nuit
- 1973: Grand Jeu
- 1977: Allez Lido
- 1981: Cocorico
- 1985: Panache
- 1990: Bravissimo
- 1994: C'est magique
- 2003: Bonheur
- 2015: Paris Merveilles[1]

Van 2003 tot 2014 was er het gehele jaar door, tweemaal per dag, de revue Bonheur te zien, met medewerking van 70 kunstenaars, de Bluebell Girls en de Lido Boy-dansers, diverse attracties, een echte ijsbaan, 23 decors en 600 kostuums. Deze productie kostte ruim 9 miljoen euro.
Sinds 2015 is de revue Paris Merveilles in productie. De première vond plaats op 3 april 2015. De revue werd gecreëerd en geregisseerd door Franco Dragone. Het Lido was vooraf vier maanden gesloten om de zaal aan te passen en nieuwe toneelinfrastructuur te installeren voor de revue. De scène werd ontworpen door Jean Rabasse. De kostuums werden ontworpen door de Belgische stylist Nicolas Vaudelet in de ateliers Dragone in La Louvière.

## Verkoop
In december 2021 wordt het Lido de Paris overgenomen door de Groupe Accor. In eerste instantie beloven ze alles te behouden zoals het was. Echter wordt er al snel besloten om de show 'Paris Merveilles' te sluiten en het theater te verbouwen tot een musical theater. Op 30/07/2022 staan de Bluebells voor het laatst op de planken met het Diner-Spectacle concept. Na 76 jaar eindigt het historische cabaret en wordt het omgedoopt tot een musical theater.
Het theater krijgt vervolgens de naam Lido 2 Paris.